# 羅克克里克鎮區 (內布拉斯加州桑德斯縣)
羅克克里克鎮區（英語：Rock Creek Township）是位於美國內布拉斯加州桑德斯縣的一個行政鎮區。

## 地方資料
羅克克里克鎮區的面積為93.47平方千米，皆為陸地。根據2020年美國人口普查的數據，當地共有人口277人，而人口密度為每平方千米2.96人。